# Mario Cecchi Gori
Mario Cecchi Gori (Brescia, 21 marzo 1920 – Roma, 5 novembre 1993) è stato un produttore cinematografico italiano, con oltre 200 film all'attivo realizzati con i principali registi italiani, tra i quali Damiano Damiani, Dino Risi, Ettore Scola, Federico Fellini, Mario Monicelli e Carlo Verdone.

## Biografia
Inizialmente autista di Dino De Laurentiis e così anche di Vittorio De Sica, alla fine degli anni cinquanta cominciò a produrre film con società come la Maxima Cinematografica, la Fair Cinematografica e la Capital Cinematografica, divenuta dal 1983 Cecchi Gori Silver Film e dal 1987 Cecchi Gori Group Tiger Cinematografica. Puntò molto su attori come Totò, Alberto Sordi e Vittorio Gassman. Dal 1980 il figlio Vittorio cominciò a collaborare con lui, e dalla metà degli anni '80 Mario entrò anche nella distribuzione cinematografica, oltre che nella produzione di film popolari, prendendo il posto di grandi compagnie italiane che nel frattempo avevano ridotto la loro posizione sul mercato, come la Cineriz e la Titanus. Sul finire degli anni '80 Mario e Vittorio unirono la propria attività con la Silvio Berlusconi Communications dando vita alla Penta Film, impegnata nella produzione e distribuzione sia cinematografica che televisiva.
Ha prodotto, fra gli altri, i film Lamerica di Gianni Amelio (che ha ricevuto il premio come miglior film agli European Film Awards 1994), e Il postino di Michael Radford e Massimo Troisi del 1994, che è stato il secondo film non in lingua inglese (dopo Sussurri e grida di Ingmar Bergman del 1972) a essere nominato nella categoria miglior film ai Premi Oscar 1996. Un suo cameo è presente nel film Sing Sing, dove interpreta un commissario di polizia.

### Morte
Morì d'infarto a Roma il 5 novembre 1993. È sepolto nel cimitero monumentale delle Porte Sante in Firenze assieme alla moglie Valeria Pestelli (1921-2002).

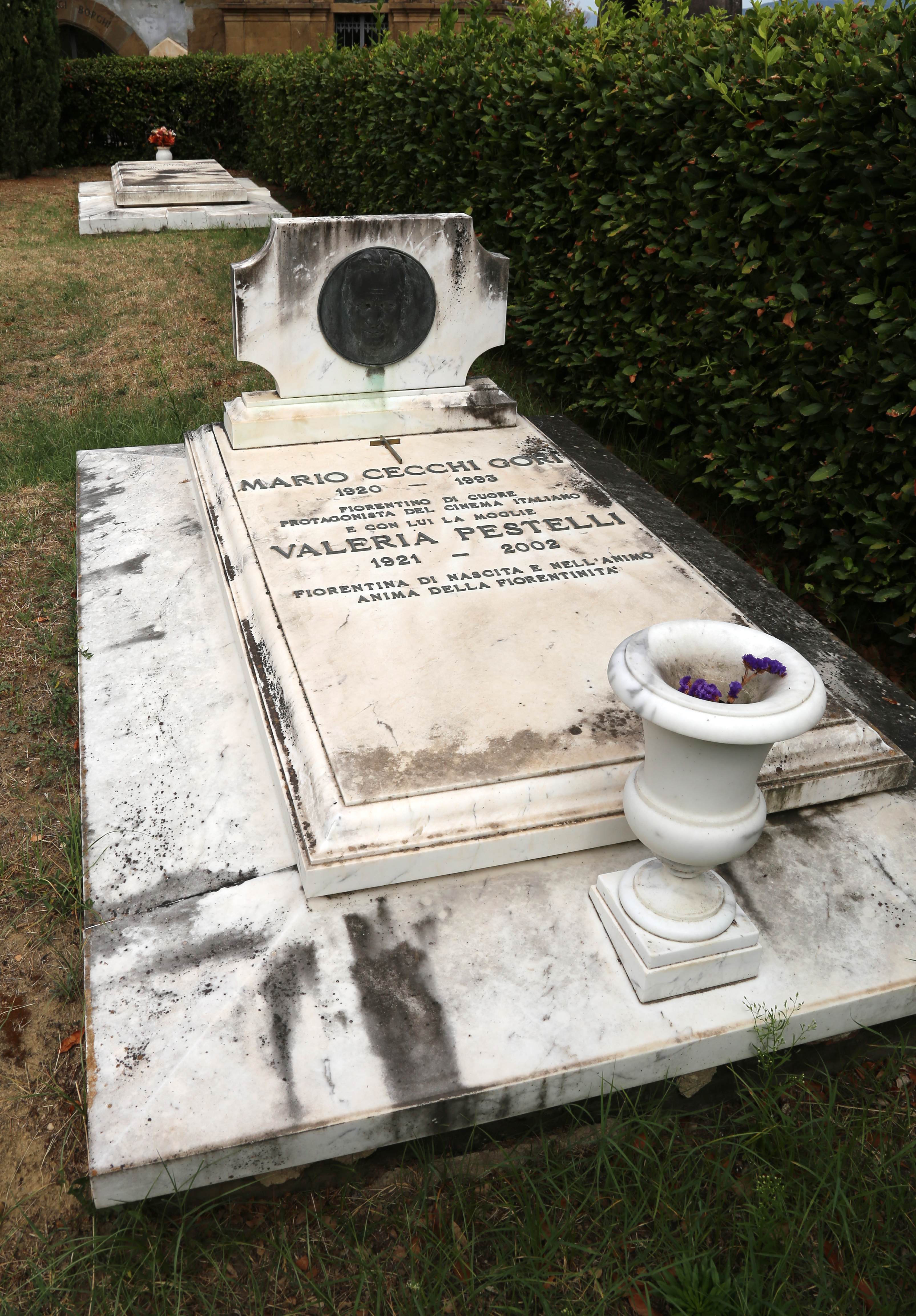
tomba di Cecchi Gori e la moglie Valeria Pestelli nel cimitero monumentale delle Porte Sante in Firenze

### Presidente della Fiorentina
Dal 1990 fino alla sua morte è stato anche presidente della Fiorentina. La sua attività è proseguita attraverso il figlio Vittorio.

Mario Cecchi Gori (a sinistra) con il figlio Vittorio alla cerimonia del Nastro d'argento del 1989

## Filmografia parziale
- Ladro lui, ladra lei, regia di Luigi Zampa (1958)
- Totò nella luna, regia di Steno (1958)
- Racconti d'estate, regia di Gianni Franciolini (1958)
- Tempi duri per i vampiri, regia di Steno (1958)
- I tartassati, regia di Steno (1959)
- Gastone, regia di Mario Bonnard (1959)
- Il mattatore, regia di Dino Risi (1959)
- Un amore a Roma, regia di Dino Risi (1960)
- A porte chiuse, regia di Dino Risi (1961)
- La marcia su Roma, regia di Dino Risi (1962)
- Il sorpasso, regia di Dino Risi (1962)
- I mostri, regia di Dino Risi (1963)
- Il successo, regia di Mauro Morassi (1963)
- Se permettete parliamo di donne, regia di Ettore Scola (1964)
- Il gaucho, regia di Dino Risi (1964)
- La congiuntura, regia di Ettore Scola (1965)
- Slalom, regia di Luciano Salce (1965)
- Adulterio all'italiana, regia di Pasquale Festa Campanile (1966)
- L'armata Brancaleone, regia di Mario Monicelli (1966)
- L'arcidiavolo, regia di Ettore Scola (1966)
- Le piacevoli notti, regia di Armando Crispino e Luciano Lucignani (1966)
- Il tigre, regia di Dino Risi (1967)
- Lo scatenato, regia di Franco Indovina (1967)
- Ti ho sposato per allegria, regia di Luciano Salce (1967)
- La pecora nera, regia di Luciano Salce (1968)
- Sissignore, regia di Ugo Tognazzi (1968)
- Il profeta, regia di Dino Risi (1968)
- Dove vai tutta nuda?, regia di Pasquale Festa Campanile (1969)
- L'arcangelo, regia di Giorgio Capitani (1969)
- Un detective, regia di Romolo Guerrieri (1969)
- Il divorzio, regia di Romolo Guerrieri (1970)
- La Califfa, regia di Alberto Bevilacqua (1970)
- Brancaleone alle crociate, regia di Mario Monicelli (1970)
- La collera del vento, regia di Mario Camus (1970)
- Basta guardarla, regia di Luciano Salce (1970)
- L'istruttoria è chiusa: dimentichi, regia di Damiano Damiani (1971)
- Il provinciale, regia di Luciano Salce (1971)
- Che c'entriamo noi con la rivoluzione?, regia di Sergio Corbucci (1972)
- Questa specie d'amore, regia di Alberto Bevilacqua (1972)
- Il sindacalista, regia di Luciano Salce (1972)
- Senza famiglia, nullatenenti cercano affetto, regia di Vittorio Gassman (1972)
- La polizia è al servizio del cittadino?, regia di Romolo Guerrieri (1973)
- ...altrimenti ci arrabbiamo!, regia di Marcello Fondato (1974)
- Perché si uccide un magistrato, regia di Damiano Damiani (1974)
- Il cittadino si ribella, regia di Enzo G. Castellari (1974)
- L'anatra all'arancia, regia di Luciano Salce (1975)
- Vai gorilla, regia di Tonino Valerii (1975)
- Bluff - Storia di truffe e di imbroglioni, regia di Sergio Corbucci (1976)
- Remo e Romolo - Storia di due figli di una lupa, regia di Mario Castellacci, Pier Francesco Pingitore (1976)
- Nerone, regia di Mario Castellacci, Pier Francesco Pingitore (1976)
- La presidentessa, regia di Luciano Salce (1977)
- Il prefetto di ferro, regia di Pasquale Squitieri (1977)
- Goodbye & Amen, regia di Damiano Damiani (1977)
- Eutanasia di un amore, regia di Enrico Maria Salerno (1978)
- Un uomo in ginocchio, regia di Damiano Damiani (1979)
- Mani di velluto, regia di Castellano e Pipolo (1979)
- L'avvertimento, regia di Damiano Damiani (1980)
- Mi faccio la barca, regia di Sergio Corbucci (1980)
- Non ti conosco più amore, regia di Sergio Corbucci (1980)
- Mia moglie è una strega, regia di Castellano e Pipolo (1980)
- Il bisbetico domato, regia di Castellano e Pipolo (1980)
- Il caso Graziosi, regia di Michele Massa (1981) - film tv
- Asso, regia di Castellano e Pipolo (1981)
- Innamorato pazzo, regia di Castellano e Pipolo (1981)
- Delitto al ristorante cinese, regia di Bruno Corbucci (1981)
- Grand Hotel Excelsior, regia di Castellano & Pipolo (1982)
- Delitto sull'autostrada, regia di Bruno Corbucci (1982)
- Bingo Bongo, regia di Pasquale Festa Campanile (1982)
- Borotalco, regia di Carlo Verdone (1982)
- Attila flagello di Dio, regia di Castellano e Pipolo (1982)
- La casa stregata, regia di Bruno Corbucci (1982)
- Acqua e sapone, regia di Carlo Verdone (1983)
- Sing Sing, regia di Sergio Corbucci (1983) - anche attore (cameo)
- I due carabinieri, regia di Carlo Verdone (1984)
- Vacanze in America, regia di Carlo Vanzina (1984)
- Amarsi un po'..., regia di Carlo Vanzina (1984)
- Delitto in Formula Uno, regia di Bruno Corbucci (1984)
- Sotto.. sotto.. strapazzato da anomala passione, regia di Lina Wertmüller (1984)
- Pizza Connection, regia di Damiano Damiani (1985)
- Lui è peggio di me, regia di Enrico Oldoini (1985)
- Joan Lui - Ma un giorno nel paese arrivo io di lunedì, regia di Adriano Celentano (1985)
- Il burbero, regia di Castellano e Pipolo (1985)
- Il pentito, regia di Pasquale Squitieri (1985)
- Sono un fenomeno paranormale, regia di Sergio Corbucci (1985)
- Grandi magazzini, regia di Castellano e Pipolo (1986)
- Scuola di ladri, regia di Neri Parenti (1986)
- Via Montenapoleone, regia di Carlo Vanzina (1986)
- I miei primi 40 anni, regia di Carlo Vanzina (1987)
- Io e mia sorella, regia di Carlo Verdone (1987)
- 7 chili in 7 giorni, regia di Luca Verdone (1987)
- Noi uomini duri, regia di Maurizio Ponzi (1987)
- Scuola di ladri - Parte seconda, regia di Neri Parenti (1987)
- Missione eroica - I pompieri 2, regia di Giorgio Capitani (1987)
- Il tenente dei carabinieri, regia di Maurizio Ponzi (1987)
- La leggenda del santo bevitore, regia di Ermanno Olmi (1988)
- Fantozzi va in pensione, regia di Neri Parenti (1988)
- Caruso Pascoski di padre polacco, regia di Francesco Nuti (1988)
- Il piccolo diavolo, regia di Roberto Benigni (1988)
- Il volpone, regia di Maurizio Ponzi (1988)
- Compagni di scuola, regia di Carlo Verdone (1988)
- Mia moglie è una bestia, regia di Castellano e Pipolo (1988)
- Splendor, regia di Ettore Scola (1989)
- Che ora è, regia di Ettore Scola (1989)
- Ho vinto la lotteria di capodanno, regia di Neri Parenti (1989)
- Il bambino e il poliziotto, regia di Carlo Verdone (1989)
- Volevo i pantaloni, regia di Maurizio Ponzi (1990)
- Le comiche, regia di Neri Parenti (1990)
- Fantozzi alla riscossa, regia di Neri Parenti (1990)
- Tre colonne in cronaca, regia di Carlo Vanzina (1990)
- Il viaggio di Capitan Fracassa, regia di Ettore Scola (1990)
- Dimenticare Palermo, regia di Francesco Rosi (1990)
- Stasera a casa di Alice, regia di Carlo Verdone (1990)
- La voce della Luna, regia di Federico Fellini (1990)
- Willy Signori e vengo da lontano, regia di Francesco Nuti (1990)
- Il sole buio, regia di Damiano Damiani (1990)
- Johnny Stecchino, regia di Roberto Benigni (1991)
- Zitti e mosca, regia di Alessandro Benvenuti (1991)
- Il muro di gomma, regia di Marco Risi (1991)
- La setta, regia di Michele Soavi (1991)
- Pensavo fosse amore... invece era un calesse, regia di Massimo Troisi (1991)
- Volere volare, regia di Maurizio Nichetti, Guido Manuli (1991)
- Le comiche 2, regia di Neri Parenti (1991)
- Piedipiatti, regia di Carlo Vanzina (1991)
- Miliardi, regia di Carlo Vanzina (1991)
- Infelici e contenti, regia di Neri Parenti (1991)
- Puerto Escondido, regia di Gabriele Salvatores (1992)
- Ricky & Barabba, regia di Christian De Sica (1992)
- Io speriamo che me la cavo, regia di Lina Wertmuller (1992)
- Maledetto il giorno che t'ho incontrato, regia di Carlo Verdone (1992)
- Arriva la bufera, regia di Daniele Luchetti (1992)
- Nel continente nero, regia di Marco Risi (1992)
- Al lupo, al lupo, regia di Carlo Verdone (1992)
- L'angelo con la pistola, regia di Damiano Damiani (1992)
- Fantozzi in paradiso, regia di Neri Parenti (1993)
- Il segreto del bosco vecchio, regia di Ermanno Olmi (1993)
- Caino e Caino, regia di Alessandro Benvenuti (1993)
- Condannato a nozze, regia di Giuseppe Piccioni (1993)
- Ci hai rotto papà, regia di Castellano e Pipolo (1993)
- Le nuove comiche, regia di Neri Parenti (1994)
- Perdiamoci di vista, regia di Carlo Verdone (1994)
- Il postino, regia di Michael Radford (1994)
- Cari fottutissimi amici, regia di Mario Monicelli (1994)
- Lamerica, regia di Gianni Amelio (1994)
- Una pura formalità, regia di Giuseppe Tornatore (1994)
- Il toro, regia di Carlo Mazzacurati (1994)
- Il branco, regia di Marco Risi (1994)
- OcchioPinocchio, regia di Francesco Nuti (1994)

## Riconoscimenti
- David di Donatello
  - 1964: Targa d'oro
  - 1967: miglior produttore – Il tigre
  - 1971: David speciale
  - 1980: miglior produttore – Mani di velluto
  - 1990: miglior produttore – Turné
  - 1991: David alla carriera
- Nastro d'argento
  - 1972: miglior produttore
  - 1982: miglior produttore
  - 1989: miglior produttore
  - 1991: miglior produttore
  - 1995: miglior produttore